# Gare de Kuntzig
La gare de Kuntzig est une gare ferroviaire française de la ligne de Thionville à Anzeling située sur le territoire de la commune de Kuntzig dans le département de la Moselle, en région Grand Est.
Elle est fermée au trafic voyageurs.

## Situation ferroviaire
Établie à 169 mètres d'altitude, la gare de Kuntzig est située au point kilométrique (PK) 5,896 de la ligne de Thionville à Anzeling, entre les gares de Yutz et de Distroff.

## Histoire
La gare de Kuntzig est mise en service en juin 1883 par la Direction générale impériale des chemins de fer d'Alsace-Lorraine, en même temps que la ligne de Thionville à Anzeling.
Elle comporte un bâtiment voyageurs normalisé de type 1. Une extension est réalisée en 1912.

## Service des voyageurs

### Accueil
Arrêt routier SNCF, c'était un point d'arrêt non géré (PANG) à accès libre. Elle est équipée d'automates pour l'achat de titres de transport.

### Desserte
Kuntzig était desservie par les trains TER Grand Est qui effectuent des missions entre les gares de Thionville et de Bouzonville.

### Intermodalité
Le stationnement des véhicules est possible à proximité. Elle est desservie par des autocars TER Grand Est (ligne Thionville - Bouzonville - Creutzwald gare routière).

## Service du fret
La gare de Kuntzig est ouverte au service du fret pour les trains entiers et les wagons isolés.

## Galerie de photos

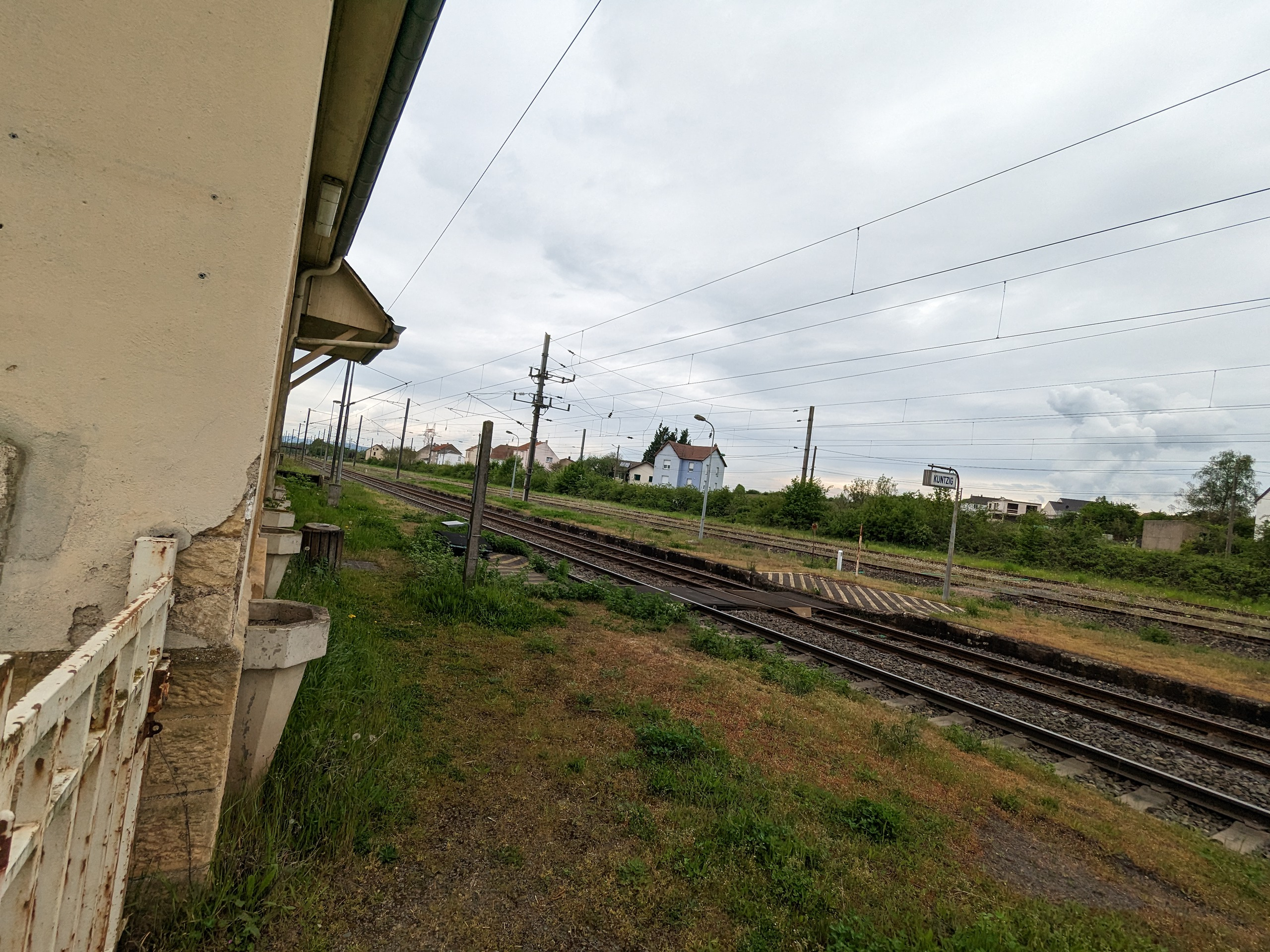
Vue de la gare sur le quai vers Bouzonville (7 mai 2023)
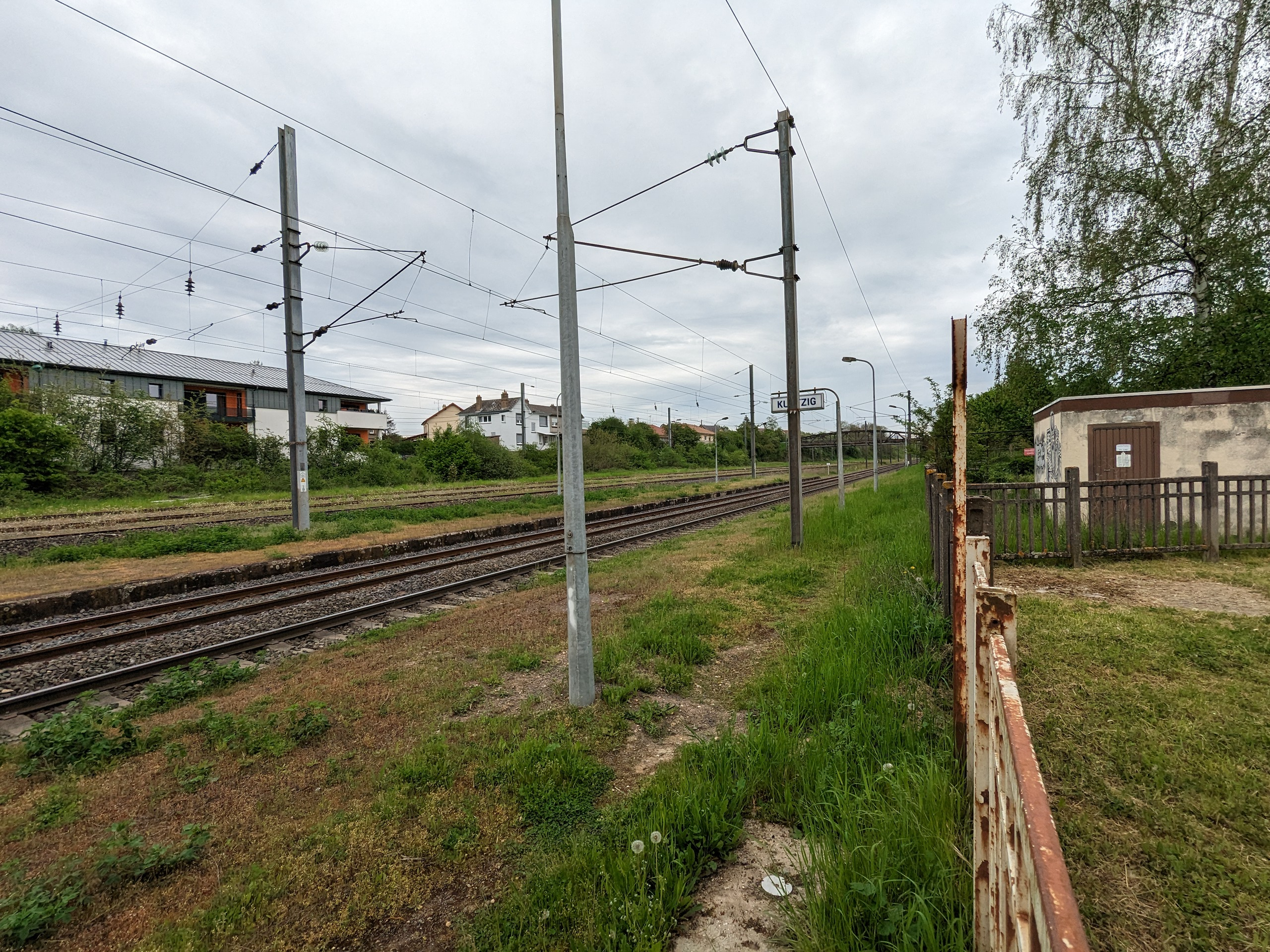
Vue des quais direction Bouzonville (7 mai 2023)
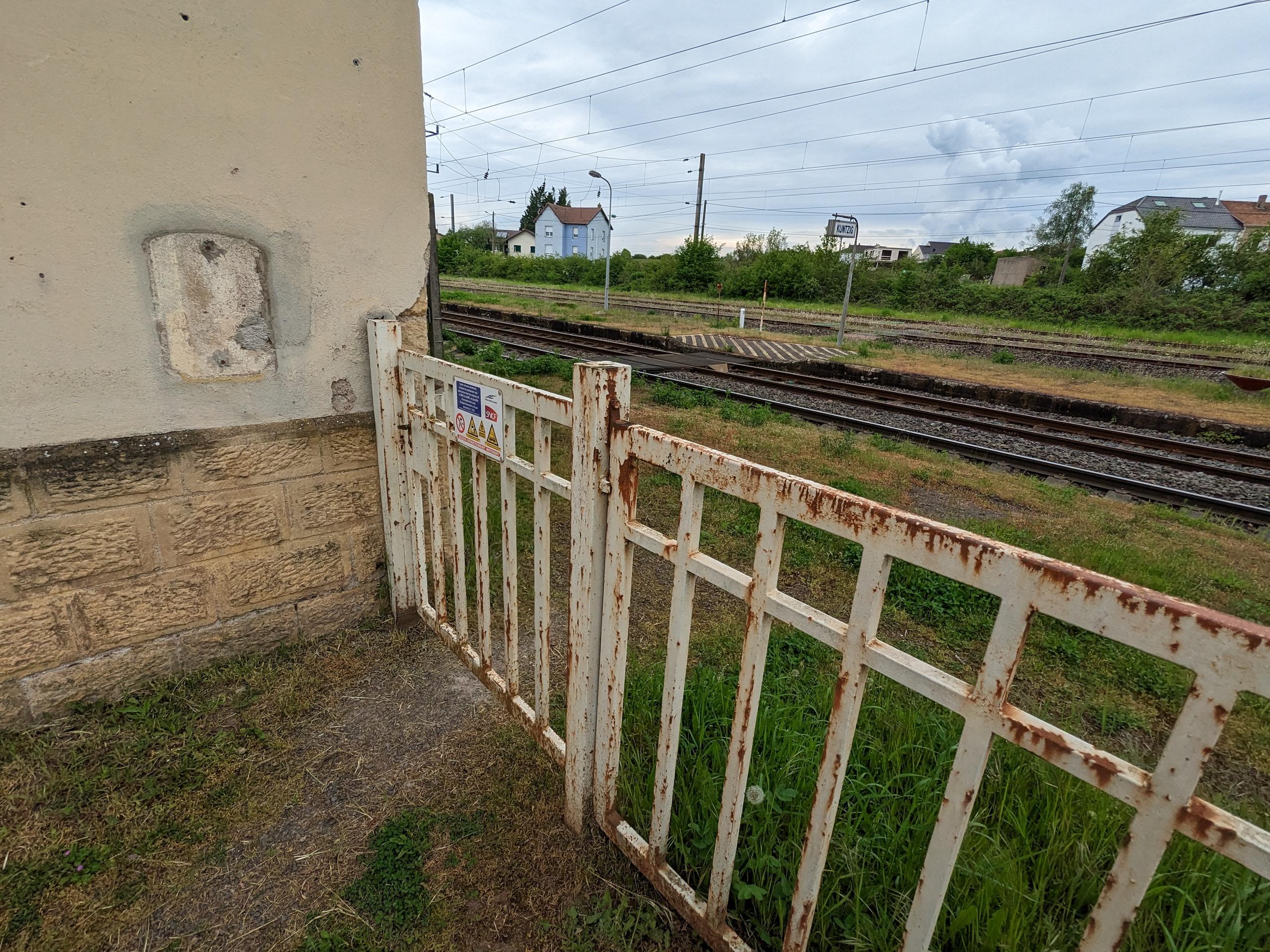
Barrière non verrouillée donnant l'accès aux quais (7 mai 2023)
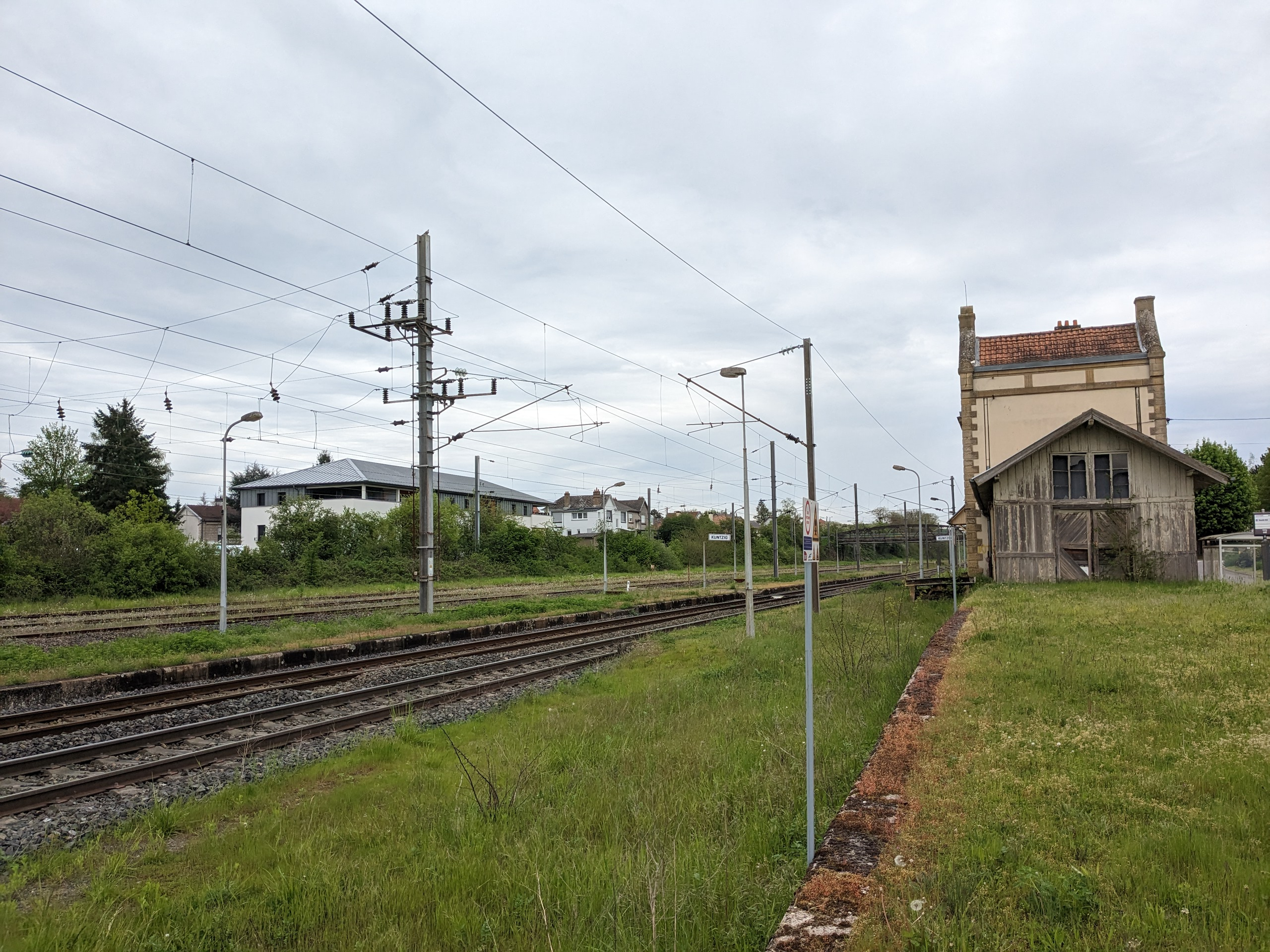
Vu des quais vers Bouzonville (7 mai 2023)